# ウィーン国立バレエ団

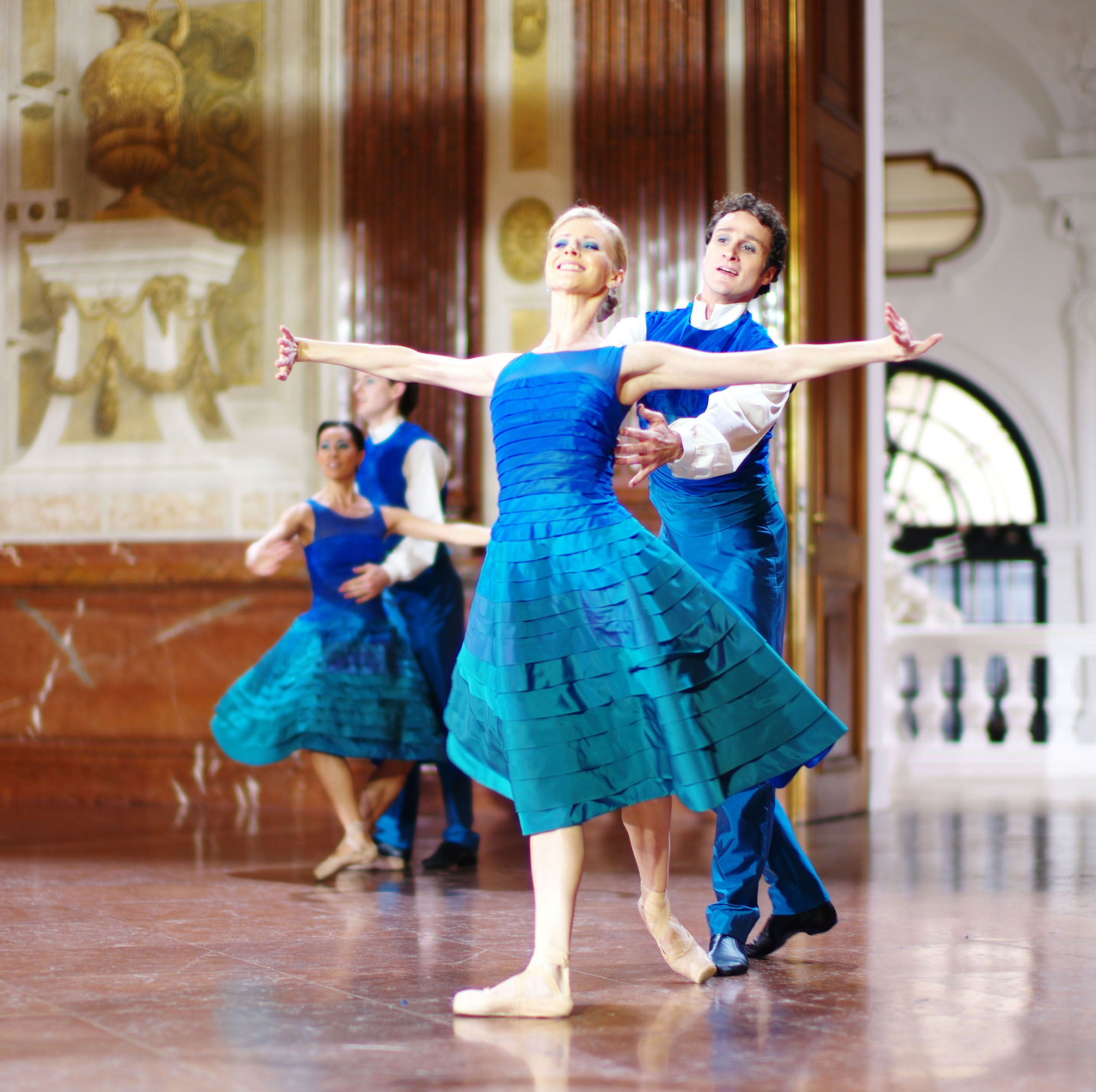
ウィーン国立バレエ団ダンサーの オルガ・エシナとロマン・ラツィックが「ワルツ"美しく青きドナウ"」をベルヴェデーレ宮殿で踊った。2012年1月1日のウィーン、オーストリア（写真:Alfred Weidinger）

ウィーン国立バレエ団 （ドイツ語: Wiener Staatsballett, 英語: Vienna State Ballet）は、マニュエル・ルグリが芸術監督を務め、世界トップレベルを誇るバレエ団。以前はウィーン国立歌劇団バレエ団と称されていたが、2010年9月1日にウィーン・フォルクスオーパーバレエ団との合併に伴い名称変更。

## 概要
ダンサーの階級
1. 第1ソリスト（ファーストソリスト）
2. ソリスト
3. デミ・ソリスト
4. コール・ド・バレエ

（StaatsoperとVolksoperが存在する）

## 主な所属ダンサー
- オルガ・エシナ
- 橋本清香
- デニス・チェリェヴィチコ
- ダビデ・ダト
- ウラジーミル・シショフ
- 木本全優